# Cabral
Bayaguana – miasto i gmina na Dominikanie, położone w północnej części prowincji Barahona. 

## Opis
Miasto obecnie zajmuje powierzchnię 131,65 km² i liczy 12 221 mieszkańców 1 grudnia 2010 . W miejscowości znajduje się Kościół Adwentystów Dnia Siódmego